# Ernst
Ernst je moško osebno ime.

## Izvor imena
Ime Ernst je različica moškega osebnega imena Ernest.

## Pogostost imena
Po podatkih Statističnega urada Republike Slovenije je bilo na dan 31. decembra 2007 v Sloveniji število moških oseb z imenom Ernst: 8.

## Osebni praznik
Osebe z imenom Erns lahko godujejo takrat kot osebe z imenom Ernest.